# Zoltán Franyó
Zoltán Franyó (n. 30 iulie 1887, Banatska Dubica, comitatul Torontal, Țările Coroanei Sfântului Ștefan, Austro-Ungaria – d. 29 decembrie 1978, Timișoara, România) a fost un scriitor, traducător și redactor român de etnie maghiară.

## Biografie
Tatăl său era inginer în domeniul regularizării cursurilor de apă; și-a petrecut copilăria la Timișoara și apoi la Ineu, a absolvit clasele inferioare ale liceului la Arad și la Gimnaziul din Timișoara. Din 1900 a urmat cursurile școlii secundare superioare Honvéd Főreáliskola din Sopron și apoi Academia Ludovika din Budapesta; în 1907 a fost învestit în gradul de locotenent, după care a efectuat serviciul militar în garnizoana din Timișoara.
Primul său poem, intitulat „Nyárutó” (în traducere: „Sfârșitul verii”) a apărut în revista Magyar Szemle (1906), iar apoi a publicat poezii, traduceri, articole în mai multe ziare din Budapesta și din restul Ungariei. În timpul serviciului său militar la Timișoara, a participat la înființarea Societății Literare de Sud (1908), care menținea legături cu grupul „Holnap” și cu cercul revistei Nyugat. În 1910, a intrat în conflict cu superiorii săi și s-a renunțat la calea militară. De atunci, relația sa cu viața literară a devenit chiar mai strânsă. Din 1910 a lucrat în redacția ziarului Függetlenség din Arad și a fost redactor la revista Kultúra (1910), care a avut o existență scurtă, apoi la revista lunară Jövő (1911). În același timp, a fost colaborator la ziarele Szabadság și Nagyváradi Napló din Oradea. Activitatea sa de jurnalist a inclus și un domeniu mult mai larg: articolele și poeziile sale au fost publicate în revistele Alkotmány, Egyenlőség, Élet, Huszadik Század, Toll, Magyar Hírlap, Nyugat, Népszava, Pester Lloyd, Pesti Napló, Új Idők"și Világ. În revista Huszadik Század a apărut eseul său politic intitulat „Az osztályparlament Don Quijote” (în traducere: „Don Quijote al Parlamentului de clasă”), publicat mai târziu ca o carte independentă, în care a conturat portretul politicianului Tisza István cu o precizie rece: evidențiind izolarea sa de clasă, ambiția sa de putere și fanatismul. Acest articol nu numai că a indicat aprofundarea legăturilor sale socialiste, ci și radicalizarea viziunii sale.

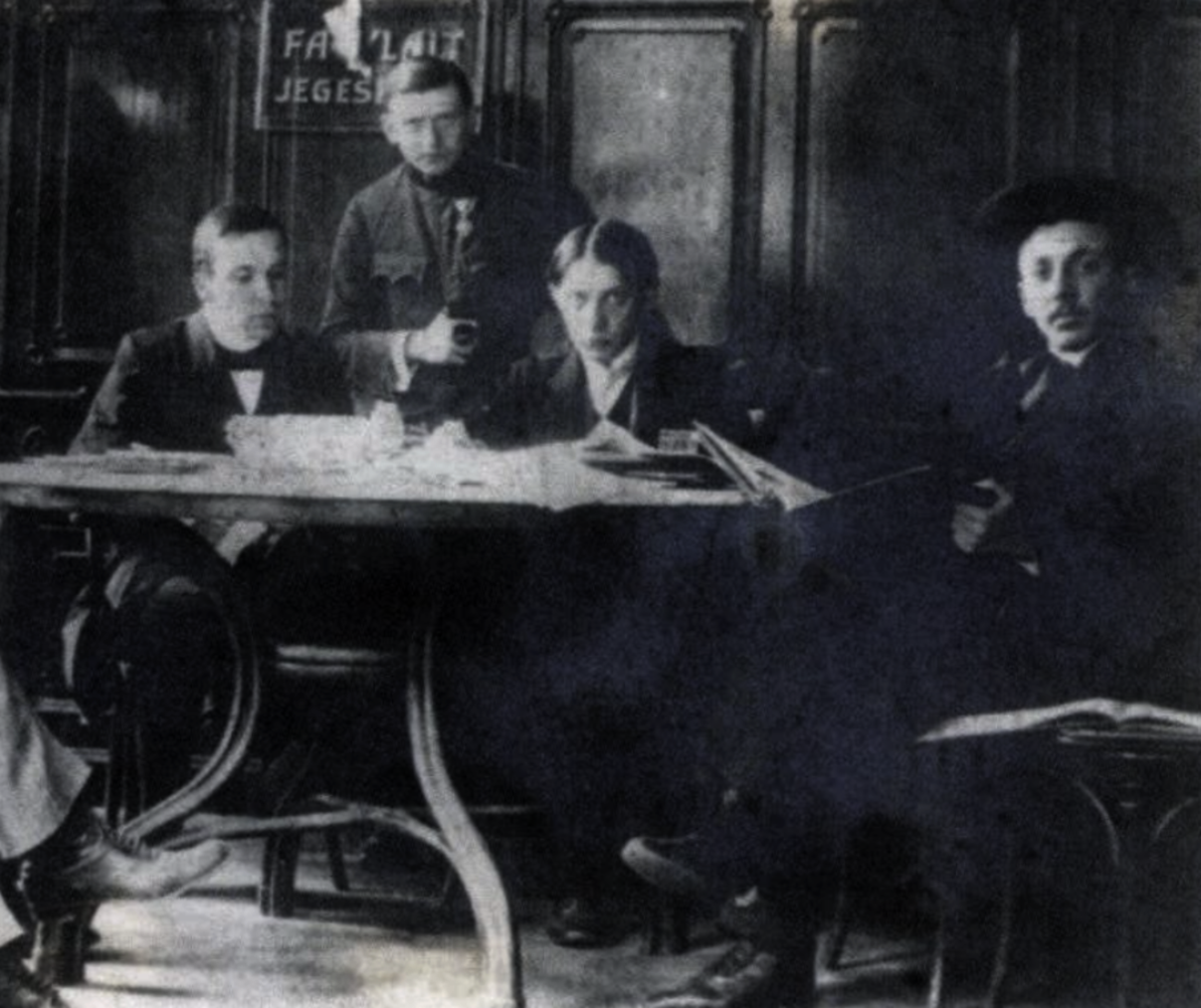
De la stânga: scriitorii Gyula Juhász, Zoltán Franyó, Emőd Tamás și politicianul socialist Otto Roth la Timișoara.

În 1914 a fost trimis pe frontul Galiția ca ofițer mobilizat. În scrierile sale pe câmpul de luptă publicate în Az Est Lapok - și în germană în Neues Wiener Tagblatt, precum și în publicații de carte în ambele limbi, a publicat scrieri despre război în care a exprimat opoziția față de cruzimea războiului („A kárpáti harcokról” - în traducere: „Despre războaiele din Carpați” - Budapesta, 1915; „Bruder Feind” - în traducere: „Frate și dușman” - Viena, 1916). Pentru publicarea unuia dintre versurile sale, „Elszánt harci ének” (în traducere: „Cântec de luptă hotărât”), numărul din 15 iunie 1915 al ziarului Népszava i-a fost confiscat. Rănit fiind, a fost transferat la Spitalul Militar din Viena, de unde a fost detașat la Arhiva Militară din Viena.
După vindecare, a fost trimis pe frontul italian și s-a întors la Budapesta la sfârșitul războiului. S-a alăturat revoluției civile și a devenit redactor-șef al publicației Vörös Lobogo (în traducere: Steagul Roșu) care a apărut între 26 ianuarie și 19 mai 1919. Conform articolelor sale publicate aici, se identifica cu ideile revoluționare ale cercului condus de Lajos Kassák și avea legături strânse cu scriitorii de la "Ma". În perioada Republicii Sovietice Ungare, a lucrat în cadrul Comisariatului Popular pentru Educație alături de György Lukács, iar după căderea republicii sovietice, a emigrat la Viena. Aici a studiat limbi orientale la universitate, iar aceste studii au avut un impact semnificativ asupra activității sale ulterioare ca traducător literar. Între timp, a fost colaborator regulat al publicațiilor Tűz, Bécsi Magyar Újság și coeditor al revistei Front, împreună cu Ernst Lisauer. A scris și pentru Arbeiter Zeitung, Die Stunde și Jövő. În acei ani, s-a afirmat și ca traducător literar în limba germană: în 1921, a publicat într-o carte proprie traducerile sale ale poeziilor lui Ady Endre.
În 1923 s-a întors în Arad și, începând de atunci, timp de aproximativ două decenii, jurnalismul nu a fost doar o vocație pentru el, ci și o sursă de venit. A înființat revista Genius, care a jucat un rol semnificativ în dezvoltarea mișcărilor de avangardă maghiare din România, apoi Új Genius, a fost redactor la Esti Lloyd (1924), colaborator principal la Délután (1925), A Hét (1926), Szezon (1924-1928) și alte publicații.
În 1931 a preluat funcția de redactor responsabil al ziarului 5 Órai Újság (mai târziu 6 Órai Újság) și a condus publicația până la interzicerea sa în toamna anului 1940. În aceste ziare, a practicat un jurnalism polivalent și inflamat. În articolele sale de viață publică, evidenția contradicțiile interne ale societății și culturii capitaliste, dar în același timp prezentând și imaginea muncitorilor care merg cu „flăcări din ce în ce mai periculoase sub steagurile roșii tăiate autoritar” Májusi virágének (în traducere: Cântecul florii de mai, 1932).
În publicistica sa literară, a adus un omagiu marilor figuri ale generației revistei Nyugat (în articolele sale despre Ady, Gyula Juhász, Ernő Szép) și a contribuit la suplimentul literar al ziarului Ellenzék redactat de Kuncz. În primii ani după revenirea sa acasă, a fost colaborator al suplimentului literar al ziarului Ellenzék redactat de Kuncz, dar a rămas în afara cercului literar de la Târgu Mureș („Helikon”), și nu numai că s-a delimitat vehement de ultranaționaliștii transilvăneni, ci și de helikonisti. Din 1932, a dezvăluit în mai multe articole demența puterii fasciste și amenințările de război, referindu-se la diplomația sovietică și la încercările lui Léon Blum de a forma un front popular în Franța. A compilat o antologie cu titlul Ură împotriva evreilor (Zsidógyűlölet) în care a inclus texte ale unor scriitori și filozofi de renume mondial, cu subtitlul Împotriva antisemitismului (Arad, 1937; Budapesta, 1938). În anii 1930 a avut temporar legături și cu alte publicații: a fost colaborator principal la Tíz Perc din Timișoara (1928-1929), Reggel din Arad (1930-1931), Közélet (1929-1931) și Hétfő Reggel (1930). În 1938 a fost redactor și editor responsabil simultan pentru patru ziare ale Companiei de Editare din Timișoara (Aradi Friss Újság, Aradi Újság, Banat-i Friss Újság, Esti Újság).
Pe lângă activitatea sa de jurnalist și editor, a avut și o carieră de traducător între cele două războaie mondiale. Pe lângă poeții arabi vechi, a tradus în limba maghiară și versurile lui Charles Baudelaire, Louise Labé și Edgar Allan Poe, precum și capodoperele poeziei românești în limba germană. În anii 1940, în perioada în care activitatea sa de jurnalist a fost întreruptă, a publicat în special traduceri în limba germană: traducerile sale din poeții chinezi și din grecii antici au văzut lumina tiparului în Germania, în timp ce traducerile sale ale lui Eminescu au fost publicate la Timișoara.
După 23 august 1944, pentru o perioadă scurtă, a fost jurnalist, iar apoi și-a dedicat tot timpul traducerii literare. Rezultatele acestor ani le-a adunat în volumul de traduceri intitulat Görög líra (în traducere: Lirica greacă) (1946), în timpul căruia a interpretat lucrările lui Pușkin (1949) și a finalizat traducerea lui Faust de Goethe. Începând din 1950, numele său a lipsit din lumea literară timp de mai mulți ani: până la clarificarea comportamentului său politic din timpul celui de-al doilea război mondial, a publicat doar sub pseudonime (Lajtha Géza, Walther Fabius), apoi neavând voie să publice, abia după 1954 putând reveni în sfera publică.
În ultimele două decenii și jumătate ale carierei sale, a fost extrem de productiv: aproape în fiecare an a publicat un volum de traduceri proprii, iar numărul revistelor și publicațiilor cu care a colaborat, inclusiv cele din anii anteriori, depășește cifra de o sută. Activitatea sa prolifică și versatilă ca traducător a ajuns la etapa de sinteză și deplină dezvoltare. Sub titlul "Évezredek húrjain” (în traducere: Pe corzile mileniilor) (Târgu-Mureș, 1958-1960), a publicat în trei volume cea mai bună parte a traducerilor sale, iar în 1967, o selecție mai restrânsă din acest bogat material a fost publicată sub titlul Lírai világtájak (în traducere: Ținuturi lirice) la Editura Europa din Budapesta.
A publicat colecții de traduceri ale poeziei chineze, a prezentat în propriile sale traduceri poezia popoarelor africane, lirica română contemporană și a publicat în volume separate traducerile poeziilor lui Eminescu, Jebeleanu și Pușkin. Criticii săi i-au reproșat în unele cazuri supraaccentuarea și deviația excesivă față de original în traducerile sale ale poeților străini, utilizarea excesivă a expresiilor lirice pentru a crea un impact puternic, uniformitatea anumitor forme de versuri. Cu toate acestea, chiar și ei au apreciat efortul său remarcabil de a traduce poezia universală într-un mod cuprinzător, atât din punct de vedere spațial, cât și temporal, simțul rar pentru forma poetică, melodia impecabilă a versurilor și tehnica rimei bine lucrată. Acest lucru a caracterizat nu numai traducerile sale în limba maghiară, ci și cele în limba germană: volumul său de poezii de Ady în limba germană a fost publicat la București, antologia de poezie română în limba germană la Viena, volumul de poezii de Eminescu în limba germană la München, iar selecția de poezii de Petőfi în limba germană a apărut în 1975 în România.
Realizările sale în domeniul traducerii au primit recunoaștere oficială: pe lângă mai multe distincții de stat, a primit de două ori (în 1966 și 1970) premiul pentru traducere al Uniunii Scriitorilor, iar în 1970 i s-a acordat Premiul Herder la Viena „pentru contribuția sa de-a lungul întregii sale cariere în promovarea relațiilor culturale și literare între Vest și Est”. În ultimii ani de viață, a lucrat la pregătirea presei a unei serii de volume care să cuprindă colecția sa de traduceri. Primul volum publicat, intitulat Ősi örökség (în traducere: Moștenire ancestrală, 1973), conținea traduceri din poezia antică egipteană, sumeriană, akkadiană, greacă veche, romană, arabă, persană, indiană și chineză. Al doilea volum, intitulat Bécsi látomás (în traducere: Viziune vieneză, 1976), cuprindea traduceri din poeții austrieci, iar al treilea volum, Atlanti szél (în traducere: Vânt atlantic, (1978), prezenta traduceri din poeții latini medievali, italieni, francezi, provensali, belgieni, spanioli, englezi, irlandezi, olandezi, flamanzi, suedezi, finlandezi în limba suedeză și poeții norvegieni. Postum, a fost publicat volumul Földi üzenet (în traducere: Mesaj pământean, 1979), care prezenta poezia românească.

## Distincții
- Ordinul Muncii clasa a III-a (30 decembrie 1957) „pentru merite în domeniul creației literare, [... ] cu prilejul împlinirii a 70 ani de viață”[5]
- Ordinul Muncii clasa a II-a (17 octombrie 1962) „pentru activitate îndelungată și merite deosebite în creația literară și în domeniul muzicii, [...] cu prilejul împlinirii a 75 de ani de la nașterea sa”[6]
- Ordinul Muncii clasa I (10 octombrie 1972) „pentru îndelungată și rodnică activitate în domeniul creației literare, [...] cu prilejul împlinirii vîrstei de 85 de ani”[7]

## Comemorări
În onoarea sa, în 1979, scriitorii din Timișoara au redenumit Cercul Literar Ady Endre în Cercul Literar Franyó Zoltán și organizează în mod regulat evenimente și comemorări dedicate vieții și activității sale.
Casa sa din Timișoara, de pe Calea Bogdăneștilor, nr. 19, a fost lăsată de către scriitor, prin testament, Uniunii Scriitorilor din Timișoara, astăzi fiind aici Memorialul Scriitorilor.
O stradă din Timișoara și una din Dumbrăvița îi poartă numele.

## Lucrări și volume de traduceri
- A kárpáti harcokról (1915)
- Régi arab költők (1924)
- Hindu erotika (1925)
- Ein Herbstsymphonie rumänischer Lyrik (1926)
- Chinesische Gedichte (1940)
- Frühgriechische Lyrik (1942)
- Görög líra (1946)
- Puskin Válogatott versei (1949)
- Goethe: Faust I. és Ősfaust (1958)
- Évezredek húrjain (1958-1960)
- Kínai verseskönyv (1959)
- Ady: Blut und Gold (1961)
- Afrikai riadó (versek, 1962)
- Barangolás (Kortárs román költők versei, 1965)
- Lírai világtájak (1967)
- Rumänische Lyrik (1969)
- A pokol tornácán (cikkek, krónikák, 1912-1968, 1969)
- Ősi örökség (Ókori és keleti költők, 1973)
- Válogatott műfordítások (1974)
- Bécsi látomás (Osztrák költők, 1976)
- Atlanti szél (Nyugat-európai költők, 1978)